# RideLondon-Surrey Classic
La RideLondon-Surrey Classic est  une course cycliste britannique courue entre 2011 et 2019.
La 1re édition de la course cycliste London-Surrey Cycle Classic, a lieu le dimanche 14 août 2011 et s'est disputée dans Londres et le comté de Surrey. L'édition 2011 sert de répétition en vue des Jeux olympiques de 2012 et est classée 1.2 de l'UCI Europe Tour 2011. 
Elle est réinscrite au programme de l'UCI Europe Tour 2013 sous la même forme que lors de sa première édition et est classée en catégorie 1.1 par l'UCI, puis en 1.HC de 2014 à 2016. La course intègre le calendrier UCI World Tour en 2017.
L'édition 2020, initialement prévue le 16 août, est annulée fin mai, en raison de la pandémie de maladie à coronavirus À la suite de l'annulation des éditions de 2020 et 2021 en raison de la pandémie de COVID-19 et du retrait du soutien du Surrey County Council, la course masculine n'a pas repris en 2022. Le festival RideLondon comprenant à la place une course féminine de trois jours, la RideLondon-Classique.

## Organisateur
La course est organisée par le « London & Surrey Cycling Partnership » (LSCP) qui est une coentreprise entre « London Marathon Events Limited », (organisateur du Marathon de Londres) et SweetSpot Group (organisateur du Tour de Grande-Bretagne).

## Palmarès
| Année                       | Vainqueur                                                 | Deuxième                                                  | Troisième                                                 |
| --------------------------- | --------------------------------------------------------- | --------------------------------------------------------- | --------------------------------------------------------- |
| London-Surrey Cycle Classic |                                                           |                                                           |                                                           |
| 2011                        | Mark Cavendish                                            | Sacha Modolo                                              | Samuel Dumoulin                                           |
| 2012                        | Pas de course en raison des Jeux olympiques d'été de 2012 | Pas de course en raison des Jeux olympiques d'été de 2012 | Pas de course en raison des Jeux olympiques d'été de 2012 |
| RideLondon-Surrey Classic   |                                                           |                                                           |                                                           |
| 2013                        | Arnaud Démare                                             | Sacha Modolo                                              | Yannick Martinez                                          |
| 2014                        | Adam Blythe                                               | Ben Swift                                                 | Julian Alaphilippe                                        |
| 2015                        | Jempy Drucker                                             | Mike Teunissen                                            | Ben Swift                                                 |
| 2016                        | Tom Boonen                                                | Mark Renshaw                                              | Michael Matthews                                          |
| 2017                        | Alexander Kristoff                                        | Magnus Cort Nielsen                                       | Michael Matthews                                          |
| 2018                        | Pascal Ackermann                                          | Elia Viviani                                              | Giacomo Nizzolo                                           |
| 2019                        | Elia Viviani                                              | Sam Bennett                                               | Michael Mørkøv                                            |